# بی‌وود (نیویورک)
بی‌وود (به انگلیسی: Baywood) یک منطقهٔ مسکونی در ایالات متحده آمریکا است که در شهرستان سافک، نیویورک واقع شده‌است. بی‌وود ۵٫۸ کیلومتر مربع مساحت و ۷٬۳۵۰ نفر جمعیت دارد و ۱۸ متر بالاتر از سطح دریا واقع شده‌است.